# 구라나리 다다시

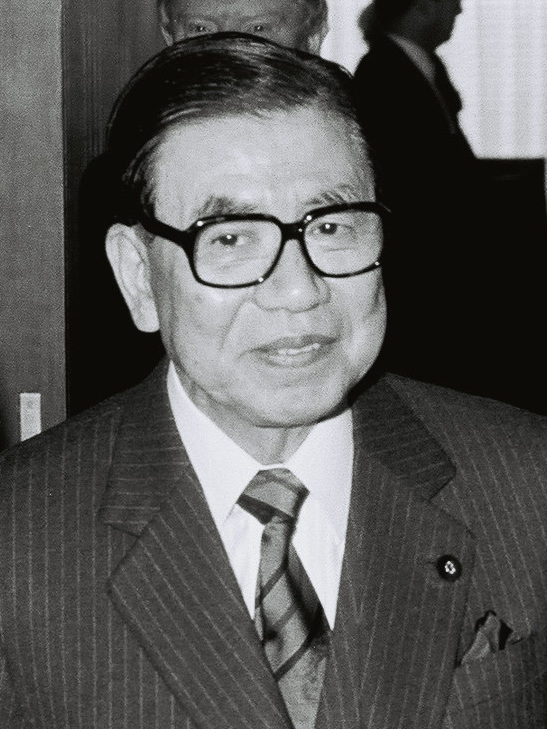

구라나리 다다시(일본어: 倉成正, くらなり ただし, 1918년 8월 31일 ~ 1996년 7월 3일)는 일본의 정치인이다.
나가사키현 나가사키시 출신으로 도쿄 제국대학을 졸업하였으며, 1958년 자유민주당의 일원으로 중의원 의원 선거에서 처음 당선돼 중의원 의원에 총 12번 당선되었다. 1974년에는 다나카 가쿠에이 제2차 개조내각의 경제기획청 장관으로 첫 입각하였고, 후쿠다 다케오 내각에서 또 경제기획청 장관을 지낸 뒤 1986년에는 제3차 나카소네 야스히로 내각에 외무대신으로 입각하였다. 1993년 정계에서 은퇴하였으며, 1996년에 79세의 나이로 사망하였다.

## 같이 보기
- 니시오카 다케오 - 구라나리의 사촌동생